# Coccomyces taiwanensis
Coccomyces taiwanensis är en svampart som beskrevs av C.L. Hou, R. Kirschner & Chee J. Chen 2006. Coccomyces taiwanensis ingår i släktet Coccomyces och familjen Rhytismataceae.   Inga underarter finns listade i Catalogue of Life.